# Diocesi di Goiás

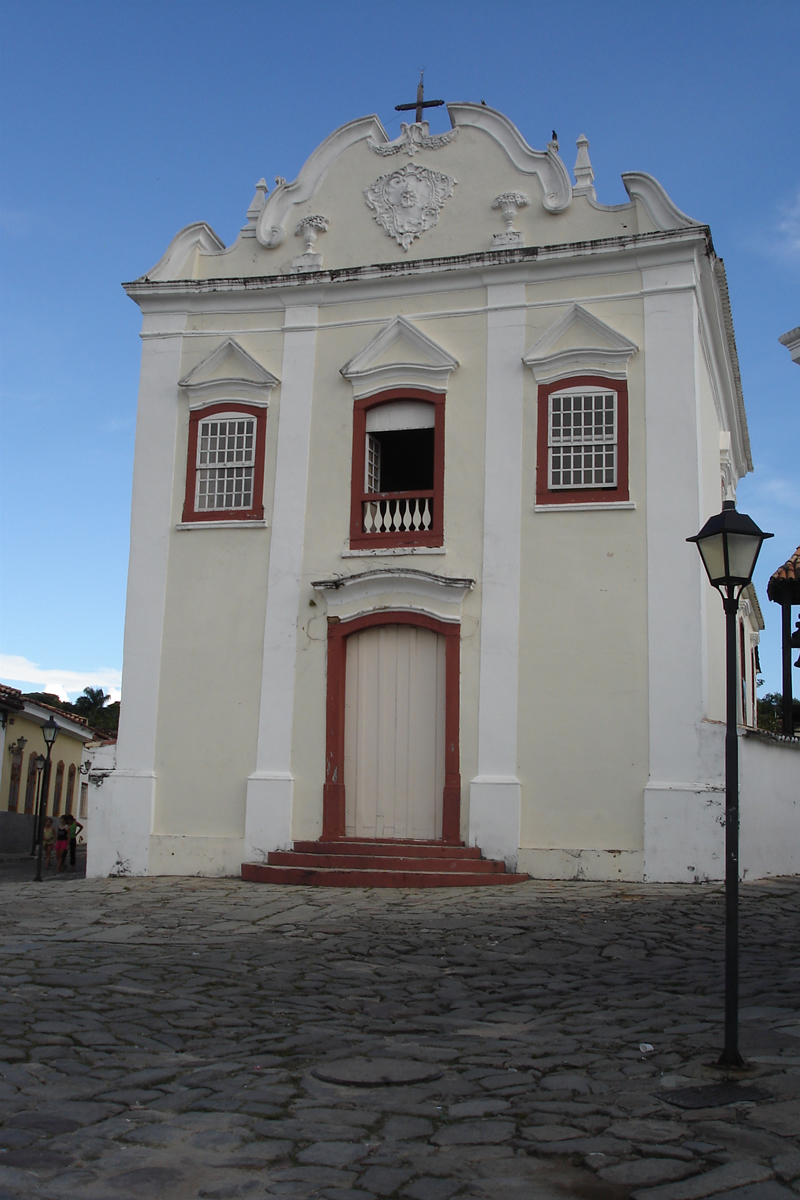
La chiesa della Buona Morte a Goiás.

La diocesi di Goiás (in latino: Dioecesis Goiasensis) è una sede della Chiesa cattolica in Brasile suffraganea dell'arcidiocesi di Goiânia. Nel 2021 contava 213.670 battezzati su 231.110 abitanti. È retta dal vescovo Jeová Elias Ferreira.

## Territorio
La diocesi comprende 23 comuni nella parte occidentale dello stato brasiliano di Goiás: Goiás, Buriti de Goiás, Britânia, Carmo do Rio Verde, Ceres, Fazenda Nova, Guaraíta, Heitoraí, Ipiranga de Goiás, Itaberaí, Itaguari, Itaguaru, Itapirapuã, Itapuranga, Jussara, Mossâmedes, Nova Glória, Novo Brasil, Sanclerlândia, Santa Fé de Goiás, São Patrício, Taquaral de Goiás e Uruana.
Sede vescovile è la città di Goiás, dove si trova la cattedrale di Sant'Anna.
Il territorio si estende su una superficie di 20.784 km² ed è suddiviso in 25 parrocchie, raggruppate in 4 regioni pastorali: Rio Vermelho, Serra Dourada, Uru e São Patrício.

## Storia
La prelatura territoriale di Goiás fu eretta il 6 dicembre 1745 con il breve Candor lucis aeternae di papa Benedetto XIV, ricavandone il territorio dalla diocesi di Rio de Janeiro (oggi arcidiocesi).
Il primo prelato fu nominato soltanto nel 1782, ma il primo a prendere possesso canonico della prelatura fu Vicente Alexandre de Tovar nel 1803.
Il 15 luglio 1826 la prelatura territoriale fu elevata a diocesi mediante la bolla Sollicita Catholici gregis di papa Leone XII.
Originariamente suffraganea dell'arcidiocesi di San Salvador di Bahia, il 1º maggio 1906 entrò a far parte della provincia ecclesiastica di Mariana.
Successivamente cedette a più riprese porzioni del suo territorio a vantaggio dell'erezione di nuove circoscrizioni ecclesiastiche e precisamente: la diocesi di Uberaba (oggi arcidiocesi) il 29 settembre 1907; la diocesi di Porto Nacional il 20 dicembre 1915; la prelatura territoriale di São José do Alto Tocantins (oggi soppressa) il 25 luglio 1924; la prelatura territoriale di Jataí (oggi diocesi) il 21 giugno 1929.
Il 18 novembre 1932 la diocesi fu elevata al rango di arcidiocesi metropolitana con la bolla Quae in faciliorem di papa Pio XI. La provincia ecclesiastica di Goiás comprendeva la diocesi di Porto Nacional e le prelature territoriali di São José do Alto Tocantins, di Jataí e di Bananal.
Il 26 marzo 1956, in forza di diverse bolle di papa Pio XII pubblicate tutte lo stesso giorno, fu rivista completamente la geografia ecclesiastica dello Stato del Goiás. L'ampio territorio dell'arcidiocesi di Goiás, che comprendeva buona parte dello Stato, fu smembrato in quattro parti:
- con la bolla Quo gaudio fu eretta una nuova diocesi di Goiás, costituita da una porzione minore dell'antico territorio, a cui fu unito parte del territorio della soppressa prelatura territoriale di Bananal; con questa decisione Goiás perse di fatto il rango di arcidiocesi metropolitana;
- con la bolla Sanctissima Christi voluntas fu eretta la nuova sede metropolitana di Goiânia, costituita dalla parte centro-orientale del territorio dell'ex arcidiocesi di Goiás;
- con altre due porzioni del territorio dell'ex arcidiocesi, entrambe ingrandite con parti del territorio della soppressa prelatura territoriale di São José do Alto Tocantins, furono erette la diocesi di Uruaçu e la prelatura territoriale di Formosa (oggi diocesi).

Il 25 novembre 1961 e l'11 ottobre 1966 la diocesi di Goiás ha ceduto ulteriori porzioni di territorio a vantaggio dell'erezione rispettivamente delle prelature territoriali di São Luís de Montes Belos (oggi diocesi) e di Rubiataba (oggi diocesi di Rubiataba-Mozarlândia).

## Cronotassi dei vescovi
Si omettono i periodi di sede vacante non superiori ai 2 anni o non storicamente accertati.
- Sede vacante (1745-1782)
- Vicente do Espirito Santo, O.A.D. † (17 dicembre 1782 - 29 novembre 1788 deceduto) (prelato eletto)
- José Nicolau de Azevedo Coutinho Gentil † (7 marzo 1788 - 1793 dimesso) (prelato eletto)

- Vicente Alexandre de Tovar † (20 giugno 1803 - 8 ottobre 1808 deceduto)
- Antônio Rodrigues de Aguiar † (24 giugno 1810 - 3 ottobre 1818 deceduto)
- Francisco Ferreira de Azevedo † (29 maggio 1820 - 12 agosto 1854 deceduto)
  - Sede vacante (1854-1861)
- Domingos Quirino de Souza † (18 marzo 1861 - 12 settembre 1863 deceduto)
- Joaquim Gonçalves de Azevedo † (25 settembre 1865 - 18 dicembre 1876 nominato arcivescovo di San Salvador di Bahia)
- Antônio Maria Corrêa de Sá e Benevides † (18 dicembre 1876 - 25 giugno 1877 nominato vescovo di Mariana)
  - Sede vacante (1877-1881)
- Cláudio José Gonçalves Ponce de Leão, C.M. † (13 maggio 1881 - 26 giugno 1890 nominato vescovo di Porto Alegre)
  - Joaquim Arcoverde de Albuquerque Cavalcanti † (26 giugno 1890 - 1890 dimesso) (vescovo eletto)[1]
- Eduardo Duarte e Silva † (23 gennaio 1891 - 6 novembre 1907 nominato vescovo di Uberaba)
- Prudencio Gomes da Silva † (6 marzo 1908 - 19 settembre 1921 deceduto)
- Emanuel (Manoel) Gomes de Oliveira, S.D.B. † (27 ottobre 1922 - 12 maggio 1955 deceduto)
- Cândido Bento Maria Penso, O.P. † (17 gennaio 1957 - 27 novembre 1959 deceduto)
- Abel Ribeiro Camelo † (14 maggio 1960 - 24 novembre 1966 deceduto)
- Tomás Balduíno, O.P. † (10 novembre 1967 - 2 dicembre 1998 ritirato)
- Eugène Lambert Adrian Rixen (2 dicembre 1998 - 27 maggio 2020 ritirato)
- Jeová Elias Ferreira, dal 27 maggio 2020

## Statistiche
La diocesi nel 2021 su una popolazione di 231.110 persone contava 213.670 battezzati, corrispondenti al 92,5% del totale.
| anno | popolazione | popolazione | popolazione | presbiteri | presbiteri | presbiteri | presbiteri                | diaconi | religiosi | religiosi | parrocchie |
| anno | battezzati  | totale      | %           | numero     | secolari   | regolari   | battezzati per presbitero | diaconi | uomini    | donne     | parrocchie |
| ---- | ----------- | ----------- | ----------- | ---------- | ---------- | ---------- | ------------------------- | ------- | --------- | --------- | ---------- |
| 1950 | 800.000     | ?           | ?           | 86         | 17         | 69         | 9.302                     |         | 89        |           | 37         |
| 1966 | ?           | 252.760     | ?           | 20         | 13         | 7          | ?                         |         |           |           | 14         |
| 1967 | ?           | 291.572     | ?           | 32         | 21         | 11         | ?                         |         | 13        | 55        | 12         |
| 1976 | 310.000     | 350.000     | 88,6        | 25         | 20         | 5          | 12.400                    |         | 6         | 45        | 19         |
| 1980 | 268.000     | 300.000     | 89,3        | 21         | 14         | 7          | 12.761                    |         | 7         | 57        | 16         |
| 1990 | 334.000     | 376.000     | 88,8        | 22         | 10         | 12         | 15.181                    |         | 12        | 34        | 18         |
| 1999 | 402.000     | 437.000     | 92,0        | 29         | 15         | 14         | 13.862                    |         | 15        | 45        | 20         |
| 2000 | 407.000     | 442.000     | 92,1        | 25         | 14         | 11         | 16.280                    |         | 12        | 45        | 20         |
| 2001 | 205.596     | 288.398     | 71,3        | 24         | 14         | 10         | 8.566                     |         | 10        | 47        | 20         |
| 2002 | 205.596     | 223.426     | 92,0        | 26         | 14         | 12         | 7.907                     |         | 12        | 51        | 20         |
| 2004 | 206.600     | 222.191     | 93,0        | 24         | 12         | 12         | 8.608                     | 2       | 16        | 40        | 21         |
| 2006 | 208.000     | 224.395     | 92,7        | 27         | 16         | 11         | 7.703                     | 2       | 13        | 36        | 21         |
| 2013 | 228.000     | 244.000     | 93,4        | 34         | 25         | 9          | 6.705                     | 6       | 11        | 34        | 22         |
| 2016 | 231.600     | 250.000     | 92,6        | 29         | 24         | 5          | 7.986                     | 10      | 6         | 22        | 24         |
| 2019 | 210.400     | 227.509     | 92,5        | 32         | 27         | 5          | 6.575                     | 9       | 5         | 25        | 24         |
| 2021 | 213.670     | 231.110     | 92,5        | 27         | 26         | 1          | 7.913                     | 10      | 2         | 20        | 25         |